# Klovan (vid Vättlax, Raseborg)
Klovan är en ö i Finland. Den ligger i Skärgårdshavet vid Vättlax i kommunen Raseborg i den ekonomiska regionen  Raseborg i landskapet Nyland, i den sydvästra delen av landet. Ön ligger omkring 120 kilometer väster om Helsingfors.
Öns area är 3,2 hektar och dess största längd är 300 meter i öst-västlig riktning.